# يوحنا الإنجيلي

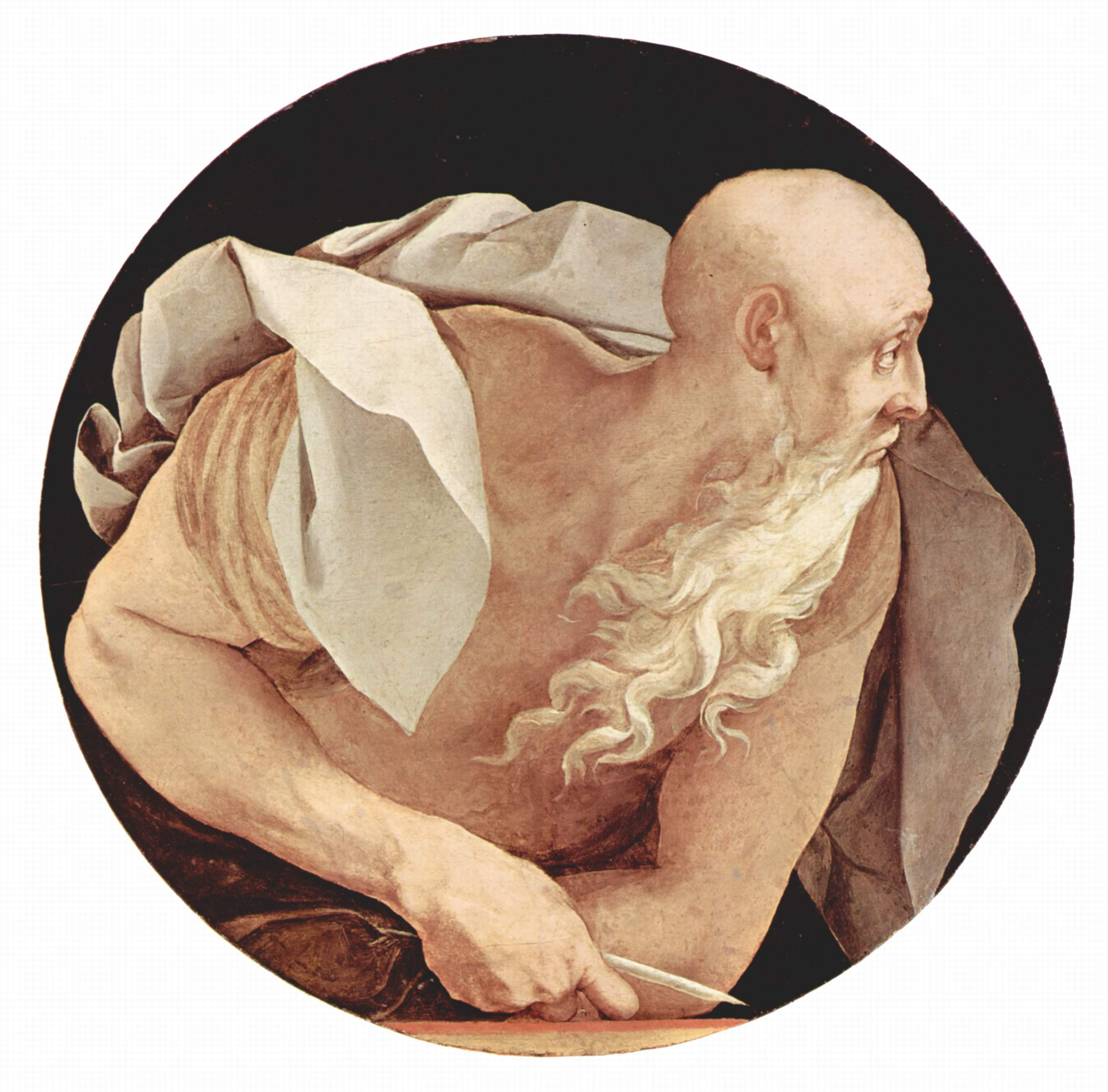
"القديس يوحنا الإنجيلي" حسب تصور رسام من القرن 16

القديس يوحنا الإنجيلي (بالعبرية יוחנן أي «يهوه حنون»، توفي تقريبًا 88م) الذي يرجح البعض أنه هو التلميذ المحبوب، هو الاسم المُعطى لمؤلّف إنجيل يوحنا ورسالة يوحنا الأولى. وتقليديًا هو يوحنا بن زبدي أحد رسل المسيح الإثنا عشر. وحسب تقاليد قديمة هو مؤلف رسالة يوحنا الثانية والثالثة وسفر الرؤيا رغم وجود جدل من علماء النقد التاريخي حول ذلك.

## معرض الصور

القديس يوحنا مع بروكوروس، منمنمة أرمنية، 1224.
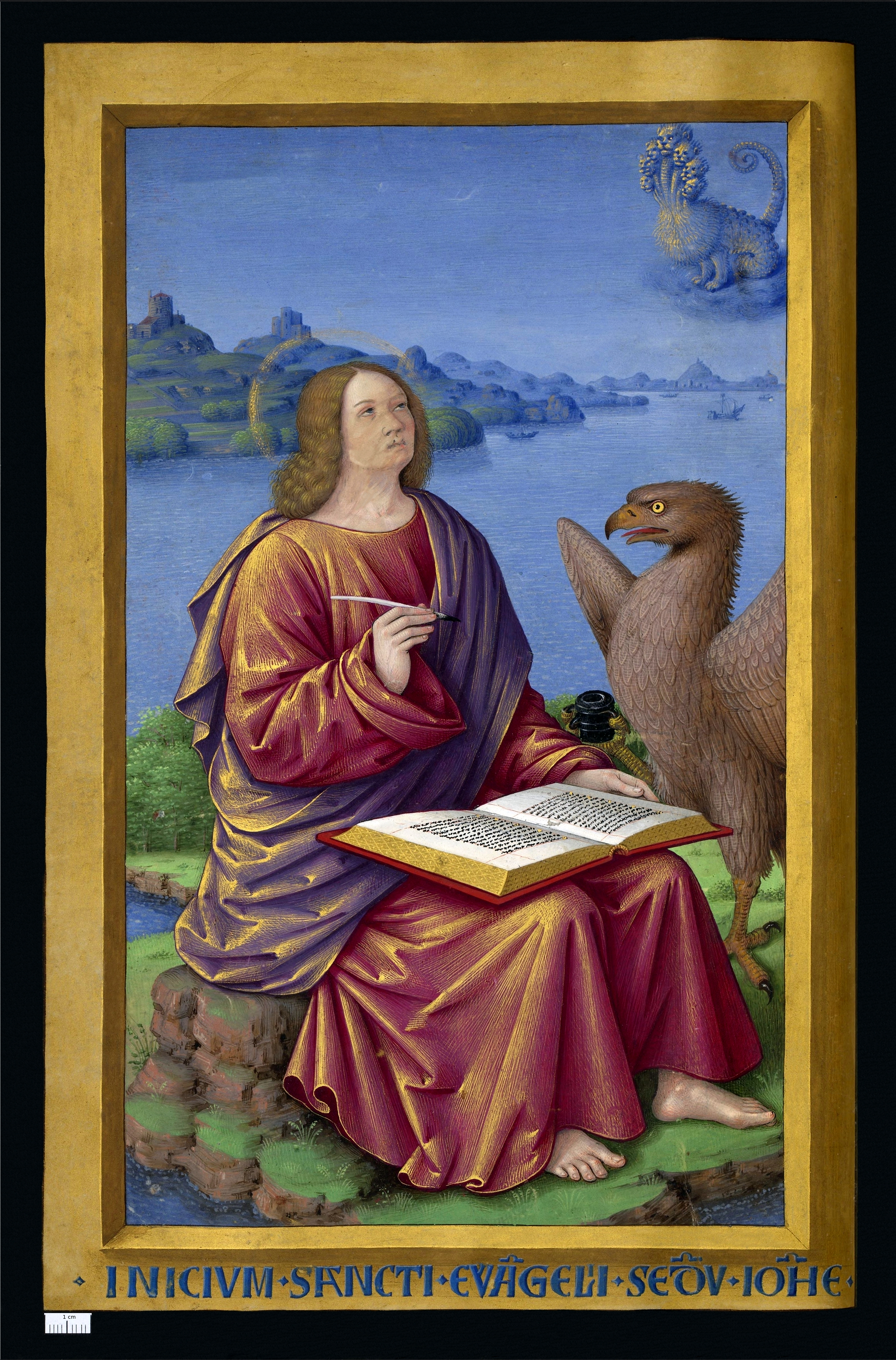